# Уэуэкойотль

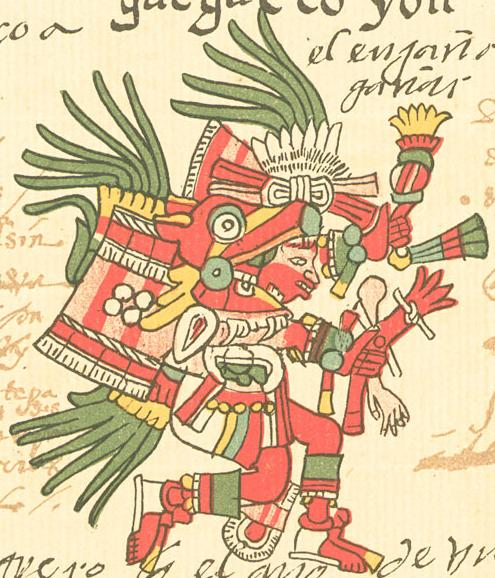
Изображение Уэуэкойотля из кодекса Теллериано-Ременсис, XVI в.

Уэуэкойотль (аст. Huehuecóyotl (Ueuecoyotl)) — «почтенный старый койот», в мифологии ацтеков — бог песен и танцев, одна из ипостасей Макуильшочитля (Шочипилли). По происхождению, вероятно, племенное божество племени отоми. Изображался в виде танцующего койота с человеческими руками и ногами, сопровождаемого человеком-барабанщиком.
Праздник Уэуэкойотля отмечали в 14-ю тринадцатидневку, другое название праздника «Мама Джама».

## Характеристика
«Кодекс Теллериано-Ременсис» так описывает это божество:

Преисподняя.

Гуэгуэ Койотль или клеветник.

Это как Адам.

Коварный или тот, кто заставлет обманывать.

Бог [народа] отоми.

Его собственное имя Омо [homo], что значит «клеветник», потому что так он сеял вражду, когда устраивал раздоры между людьми, и так он посеял их между тепанеками и … окружающими людьми [los onbres cerrados], и они начали войны в свете.
Здесь отмечался праздник разногласия или, лучше сказать, объясняли этой фигурой разногласие, существующее среди людей.
Он спасся от потопа.

Одно предсказание гласит, что год 1 Кролик, в день, который был этот |1| Цветок, когда на земле вырастал цветок, и что целина высыхала.
Этот Уэуэкойотль — владыка этих тринадцати дней. Уэуэкойотль означает «старая лиса». Здесь постились четыре последующих дня |из-за| Кесалькатля из Тулы, то есть того, кто взял имя первого Кесалькоатли, и сейчас его называют 1 Тростник, что значит звезда [планета] Венера, о которой говорят сказки, у сих имеющиеся.

Те, что рождались в это [время] были бы певцами, и врачами, и ткачами, и лицами знатными. Здесь, в эту неделю 1 Цветок, когда выпадает год Кролика, постились |из-за| падения первого человека, и потому он называется гуэгуэкойотле, это то же, что и «старый волк».— Мексиканская рукопись 385 "Кодекс Теллериано-Ременсис" (с дополнениями из "Кодекса Риос"). - Украина, Киев, 2010